# Каменский сельский округ (Наро-Фоминский район)

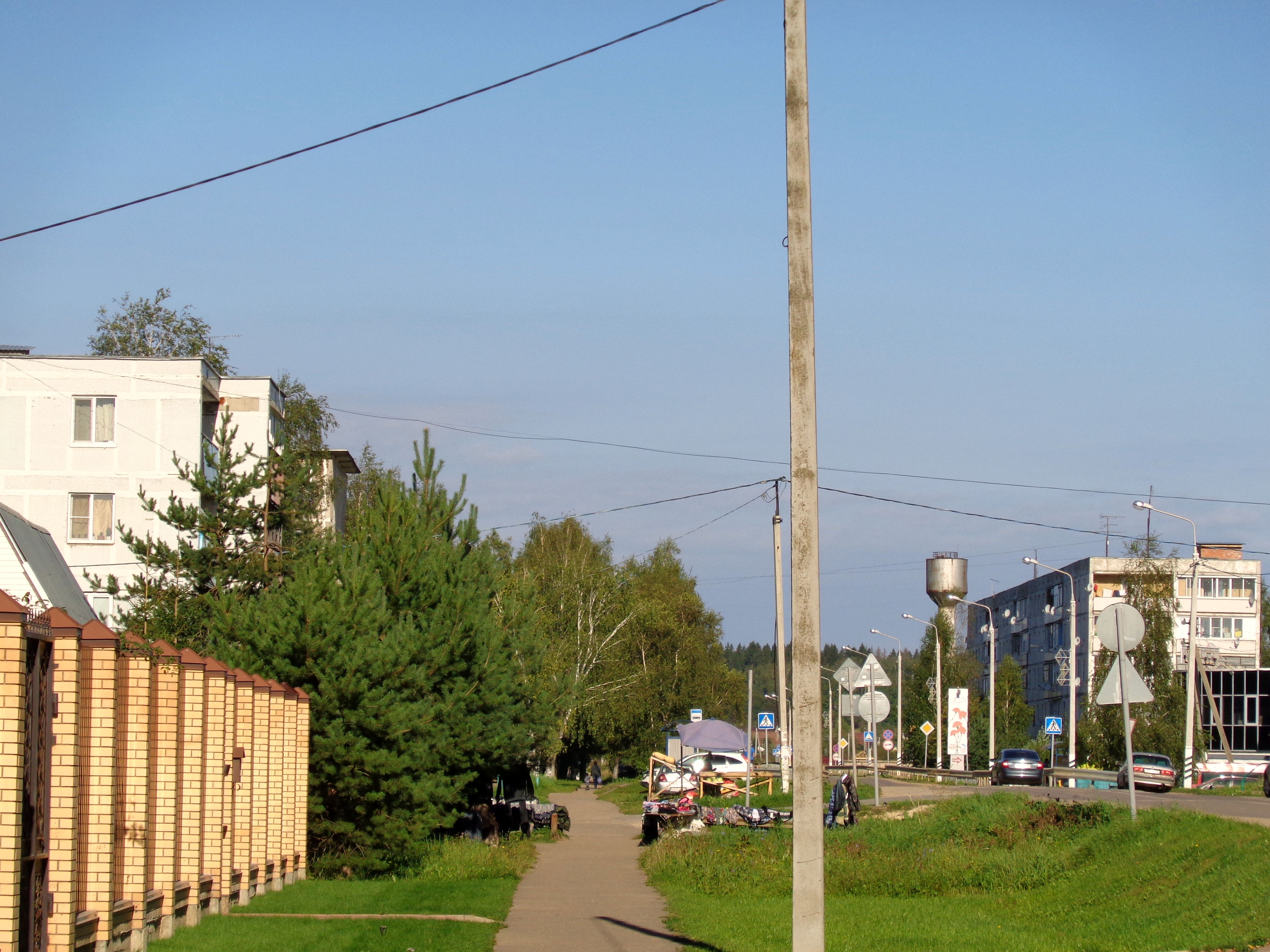
Село Каменское

Каменский сельский округ — упразднённая административно-территориальная единица, существовавшая на территории Наро-Фоминского района Московской области в 1994—2006 годах.
Каменский сельсовет был образован в первые годы советской власти. По данным 1923 года он входил в состав Наро-Фоминской волости Звенигородского уезда Московской губернии.
13 октября 1925 года из Каменского с/с был выделен Чичковский с/с, но уже в 1926 году он был присоединён к нему обратно.
В 1926 году Каменский с/с включал село Каменское, деревню Чичково, больницу и лесную сторожку.
В 1929 году Каменский сельсовет вошёл в состав Наро-Фоминского района Московского округа Московской области. При этом к нему был присоединён Кловский с/с.
17 июля 1939 года к Каменскому с/с был присоединён Романовский с/с.
14 июня 1954 года к Каменскому с/с был присоединён Дятловский с/с.
30 декабря 1962 года Наро-Фоминский район был упразднён и Каменский с/с вошёл в Звенигородский сельский район. 11 января 1965 года Каменский с/с был возвращён в восстановленный Наро-Фоминский район.
30 мая 1978 года в Каменском с/с было упразднено селение Савеловка.
3 февраля 1994 года Каменский с/с был преобразован в Каменский сельский округ.
В ходе муниципальной реформы 2004—2005 годов Каменский сельский округ прекратил своё существование как муниципальная единица. При этом все его населённые пункты были переданы в Сельское поселение Атепцевское.
29 ноября 2006 года Каменский сельский округ исключён из учётных данных административно-территориальных и территориальных единиц Московской области.